# Roger Lysholm
Roger Lysholm (* 13. April 1972) ist ein norwegischer Poolbillardspieler.

## Karriere
Bei den Jugend-Europameisterschaften 1990 und 1991 gewann Roger Lysholm jeweils Bronze im 9-Ball der Junioren.
Bei den Nordic Championship 2002 wurde er Zweiter.
Bei der Europameisterschaft 2003 erreichte Lysholm den 17. Platz im 14/1 endlos, 2004 kam er im 8-Ball und im 9-Ball auf den 33. Platz.
2005 gewann er mit Bronze bei den Belgium Open seine bislang einzige Euro-Tour-Medaille. Im Juli desselben Jahres belegte er bei der 9-Ball-Weltmeisterschaft den 65. Platz.
2006 erreichte Lysholm bei den Czech Open und bei den Austria Open jeweils das Sechzehntelfinale, schied aber gegen Michal Gavenčiak beziehungsweise Thomas Engert aus.
Im Juni 2011 wurde Lysholm Fünfter bei den Interpool 9-ball Open.
2013 erreichte er bei der Senioren-Europameisterschaft den fünften Platz im 10-Ball und im 14/1 endlos.
Roger Lysholm wurde bislang achtmal Norwegischer Meister.